# Герб Сараєва
Герб Сараєва — офіційний геральдичний символ міста Сараєва, столиці Боснії і Герцеговини.

## Опис та символізм
Герб Сараєва є геральдичним щитом традиційної іспанської форми, основне поле якого забарвлено білим (срібним) кольором. Нижня частина щита забарвлена темно-синім кольором й містить зображення білого кольору дуги, що символізує води річки Босни та перекинутий через неї міст (Латинський міст).
Над річкою на білому полі щита розміщено стилізоване зображення фортеці з двома вежами, двома арочними входами й чотирма прямокутними вікнами-бійницями, зображеної чорним кольором. Герб по периметру оточений контуром золотого кольору.